# Ixil (langue)
Cet article concerne la langue ixil. Pour le ethnie ixil, voir Ixil.
Pour les articles homonymes, voir ixl.
L'ixil est une langue maya parlée au Guatemala.

## Répartition géographique
La communauté ixil, au Guatemala, vit dans les municipios de San Gaspar Chajul, San Juan Cotzal, et San Maria Nebaj. Ces municipios sont situés dans le département du Quiché. Au recensement de 2002, 95 315 personnes se sont déclarées ixil.

## Écriture
La langue, comme les autres langues mayas du Guatemala, est dotée d'une écriture basée sur l'alphabet latin, dérivée, en partie, de l'orthographe espagnole.

## Phonologie
Les tableaux présentent les phonèmes de l'ixil, avec à gauche l'orthographe en usage au Guatemala.

### Voyelles
|         | Antérieure    | Centrale      | Postérieure   |
| ------- | ------------- | ------------- | ------------- |
| Fermée  | i [i] ii [iː] |               | u [u] uu [uː] |
| Moyenne | e [e] ee [eː] |               | o [o] oo [oː] |
| Ouverte |               | a [a] aa [aː] |               |

### Consonnes
|               |               | Bilabiale | Alvéolaire | Rétrofl.  | Palatale   | Vélaire | Uvulaire | Glottale |
| ------------- | ------------- | --------- | ---------- | --------- | ---------- | ------- | -------- | -------- |
| Occlusives    | Sourdes       | p [p]     | t [t]      |           | tch [tʲ]   | k [k]   | q [q]    | ’ [ʔ]    |
| Occlusives    | Éjectives     |           | tʼ [tʼ]    |           | tchʼ [t’ʲ] | kʼ [kʼ] | qʼ [qʼ]  |          |
| Occlusives    | Implosives    | bʼ [ɓ]    |            |           |            |         |          |          |
| Fricatives    | Fricatives    |           | s [s]      | x [ʂ]     | xh [ʃ]     |         | j [χ]    |          |
| Affriquées    | Sourdes       |           | tz [t͡s]    | tx [t͡ʂ]   | ch [t͡ʃ]    |         |          |          |
| Affriquées    | Éjectives     |           | tzʼ [t͡sʼ]  | txʼ [t͡ʂʼ] | chʼ [t͡ʃʼ]  |         |          |          |
| Nasales       | Nasales       | m [m]     | n [n]      |           |            |         |          |          |
| Liquides      | Liquides      |           | l [l]      |           |            |         |          |          |
| Roulées       | Roulées       |           | r [r]      |           |            |         |          |          |
| Semi-voyelles | Semi-voyelles | w [w]     |            |           | y [j]      |         |          |          |